# Christoph von Schallenberg
Christoph von Schallenberg (* 17. Dezember 1561 auf Burg Piberstein in Oberösterreich; † 25. April 1597 in Wien) war ein protestantischer Adeliger, Beamter und humanistischer Dichter.
Der protestantische Adelige Christoph von Schallenberg war der Sohn von Wolf (Wolfgang) von Schallenberg und Leonore Freiin von Sprinzenstein und wurde auf Schloss Piberstein (heute Gemeinde Ahorn) geboren. Er erhielt seine erste Ausbildung in der Landschaftsschule zu Enns und Linz, danach studierte er auf den Universitäten von Tübingen, Padua, Bologna und Siena. Nach seiner Rückkehr wurde er 1584 Truchsess von Erzherzog Matthias.
Im Juli 1588 heiratete er Margaretha (Marusch) Lappitz von Seisenegg, wurde 1594 Regent der niederösterreichischen Lande und 1595 Kommandant der Donauflotte. Nach seiner Hochzeit lebte er für einige Zeit auf Schloss Seisenegg und Burg Leombach. Neben seiner politischen Tätigkeit schrieb er lateinische und deutsche Gelegenheits- und Spottgedichte, die in einer Handschrift erhalten sind, und verband in ihnen neulateinische Dichtkunst mit Elementen des Volkslieds.

## Werke
- Gedichte in Latein (Hurch 1910, S. 46–104).
- Gedichte und Lieder in Deutsch (Hurch 1910, S. 105–194).
- Robert Hinterndorfer (Hrsg.): Christoph von Schallenberg. Sämtliche Werke und Briefe. 2 Bände, Wiener Neudrucke, 2008.